# Thoiré-sur-Dinan

Thoiré-sur-Dinan este o comună în departamentul Sarthe, Franța. În 2009 avea o populație de 428 de locuitori.